# زلیخا محمدشاهوا
 زلیخا محمدشاهوا (به تاجیکی: Зулайхо Маҳмадшоева) (زاده ۹ سپتامبر ۱۹۹۱) خواننده اهل تاجیکستان است.

## زندگی‌
زلیخا در ۹ سپتامبر ۱۹۹۱ در ناحیه فرخار در تاجیکستان زاده شد. وی بیشتر آهنگ‌هایش را به زبان فارسی می‌خواند و در میان ایرانیان هم دارای طرفداران بسیاری است.